# Antonina Skorobogatcenko
Antonina Skorobogatcenko (în rusă Антонина Скоробогатченко, născută 14 februarie 1999, în Volgograd) este o handbalistă din Rusia care joacă pentru secțiile de senioare și de tineret a clubului Dinamo-Sinara. Skorobogatcenko, care evoluează pe postul de intermediar dreapta, este și componentă a echipei naționale a Rusiei, alături de care a participat la Campionatul European din 2016. În iunie 2016, într-un articol publicat pe pagina oficială a Federației Internaționale de Handbal, handbalista a fost considerată „o perspectivă cu adevărat interesantă pentru viitor”.

## Premii individuale
- Cel mai bun intermediar dreapta de la Campionatul Mondial pentru Tineret: 2016;
- Cel mai bun intermediar dreapta de la Campionatul European pentru Junioare: 2015;[5]
- MVP al meciului dintre Rusia și Spania de la Campionatul European pentru Junioare din 2015;[6]